# Österreichische Fußball-Frauenmeisterschaft 2000/01
Die österreichische Fußball-Frauenmeisterschaft wurde 2000/01 zum 29. Mal nach der 35-jährigen Pause zwischen 1938 und 1972 ausgetragen. Die höchste Spielklasse ist die Frauen-Bundesliga und wurde zum 19. Mal durchgeführt. Die zweithöchste Spielklasse, in dieser Saison die 23. Auflage, wurde in vier regionale Ligen unterteilt, wobei die 2. Division Mitte zum ersten Mal, die 2. Division Ost und die Regionalliga West jeweils zum 7. Mal und die Landesliga Steiermark zum 2. Mal ausgetragen wurde.
Österreichischer Fußballmeister wurde zum zwölften Mal USC Landhaus. Die Meister der zweithöchsten Spielklasse wurden SV Garsten (Mitte), SC Damen Dörfl (Ost), FC Lingenau (West) und LUV Graz (Landesliga Steiermark).

## Erste Leistungsstufe – Frauen-Bundesliga

### Modus
Jedes Team spielte gegen jedes andere zweimal in insgesamt 18 Runden. Ein Sieg wurde mit drei Punkten belohnt, ein Unentschieden mit einem Zähler.

### Saisonverlauf
Meister wurde in der höchsten Spielklasse die USC Landhaus, die damit insgesamt ihren zwölften Titel gewann. Gleichzeitig sind sie an der Teilnahme zur UEFA Women’s Cup 2002/03, der in der nächsten Saison zum zweiten Mal ausgetragen wird, berechtigt. Der Absteiger dieser Saison ist der ESV Süd-Ost.

### Abschlusstabelle
Die Meisterschaft endete mit folgendem Ergebnis:
| Pl.                            | Verein                   | Sp. | S  | U | N  | Tore    | Diff. | Punkte |
| ------------------------------ | ------------------------ | --- | -- | - | -- | ------- | ----- | ------ |
| 1.                             | USC Landhaus (M, C)      | 18  | 17 | 0 | 1  | 120:130 | +107  | 51     |
| 2.                             | SV Neulengbach           | 18  | 17 | 0 | 1  | 096:120 | +84   | 51     |
| 3.                             | Union Kleinmünchen       | 18  | 11 | 2 | 5  | 057:390 | +18   | 35     |
| 4.                             | Innsbrucker AC           | 18  | 10 | 1 | 7  | 041:480 | −7    | 31     |
| 5.                             | SC Brunn am Gebirge      | 18  | 8  | 2 | 8  | 031:580 | −27   | 26     |
| 6.                             | 1. DFC Leoben            | 18  | 8  | 2 | 8  | 041:480 | −7    | 26     |
| 7.                             | FC Hellas Kagran         | 18  | 4  | 1 | 13 | 022:550 | −33   | 13     |
| 8.                             | ESV Süd-Ost              | 18  | 2  | 4 | 12 | 018:640 | −46   | 10     |
| 9.                             | SC Stattersdorf (N)      | 18  | 3  | 3 | 12 | 026:620 | −36   | 12     |
| 10.                            | Schwarz-Weiß Bregenz (N) | 18  | 2  | 1 | 15 | 020:930 | −73   | 07     |
| Stand: Endstand. Quelle: NOeFV |                          |     |    |   |    |         |       |        |

| (M) | Österreichischer Fußball-Frauenmeister 1999/2000 |
| (C) | ÖFB-Ladies-Cup-Sieger 1999/2000                  |
| (N) | Neuaufsteiger der Saison 1999/2000               |

Aufsteiger
- 2. Division Mitte: keiner
- 2. Division Ost: SC Damen Dörfl
- Regionalliga West: keiner
- Landesliga Steiermark: LUV Graz

## Zweite Leistungsstufe
Um die Kosten für die Vereine zu reduzieren, wird diese in vier regionalen Gruppen ausgespielt: 2. Division Mitte, 2. Division Ost, Regionalliga West. In dieser Saison hatte der Meister der Landesliga Steiermark ein Aufstiegsrecht.
Die zweite Leistungsstufe bestand aus drei Ligen, getrennt nach Regionen:
- 2. Division Mitte mit den Vereinen aus Kärnten (KFV), Oberösterreich (OFV) und Salzburg (SFV)
- 2. Division Ost mit den Vereinen aus Burgenland (BFV), Niederösterreich (NÖFV) und Wien (WFV),
- Landesliga Steiermark (StFV) und
- Regionalliga West mit den Vereinen aus Tirol (TFV) und Vorarlberg (VFV).

Kärntner Vereine hatten in der nächsten Saison die Wahlmöglichkeit, ob sie in die 2. Division Mitte oder in die Landesliga Steiermark einsteigen wollten. Darum spielte der SV Spittal/Drau bis zur Saison 2008/09 in der 2. Division Mitte und der ASV St. Margarethen/Lavanttal die nächsten zwei Jahre in der Landesliga Steiermark.

### 2. Division Mitte

#### Modus
Im Rahmen des im Meisterschaftsmodus durchgeführten Bewerbes spielte jede Mannschaft zweimal gegen jede teilnehmende gegnerische Mannschaft (eine Hinrunde mit einer Rückrunde). Das Heimrecht ergibt sich durch die Auslosung.

#### Saisonverlauf
Der SV Garsten gewann die 2. Liga Mitte.

#### Abschlusstabelle
Die Meisterschaft endete mit folgendem Ergebnis:
| Pl.                          | Verein                   | Sp. | S  | U | N  | Tore    | Diff. | Punkte |
| ---------------------------- | ------------------------ | --- | -- | - | -- | ------- | ----- | ------ |
| 1.                           | SV Garsten               | 12  | 11 | 1 | 0  | 053:150 | +38   | 34     |
| 2.                           | USK Hof                  | 12  | 7  | 4 | 1  | 036:120 | +24   | 25     |
| 3.                           | Union Babenberg Linz Süd | 12  | 7  | 1 | 4  | 039:200 | +19   | 22     |
| 4.                           | Union Kleinmünchen II    | 12  | 6  | 1 | 5  | 027:230 | +4    | 19     |
| 5.                           | Lieferinger SV           | 12  | 3  | 1 | 8  | 018:400 | −22   | 10     |
| 6.                           | ASK Salzburg 2DM1        | 12  | 2  | 2 | 8  | 025:310 | −6    | 08     |
| 7.                           | SV Taufkirchen/Pram      | 12  | 0  | 2 | 10 | 015:720 | −57   | 02     |
| Stand: Endstand. Quelle: OFV |                          |     |    |   |    |         |       |        |

Aufsteiger
- Kärnten: SV Spittal/Drau
- Oberösterreich: UFC Peterskirchen/Andrichsfurt
- Salzburg: FC Zell am See

### 2. Division Ost

#### Modus
Die Meisterschaft in der 2. Division Ost spielte jede Mannschaft im Grunddurchgang im Herbst einmal gegen jede Mannschaft. Das Heimrecht wurde durch das Los entschieden. Im Frühjahr wird das Teilnehmerfeld von sieben Vereinen getrennt, die ersten vier spielten im Oberen Play-off um den Aufstieg in die Frauen-Bundesliga, die letzten drei im Unteren Play-off um den Abstieg in die jeweilige Landesliga.

#### Saisonverlauf
Die Liga setzte sich gegenüber dem Vorjahr, in dem acht Vereine teilnahmen, aus sieben Teams zusammen. Im Vergleich zum letzten Jahr, waren in dieser Meisterschaft der ASK Erlaa statt dem aufgestiegenen Verein SC Stattersdorf und dem in die Landesliga abgestiegenen ASV Nickelsdorf vertreten. Meister in 2. Division Ost wurde in dieser Saison der SC Damen Dörfl, der somit berechtigt ist, nächste Saison in der höchsten Leistungsklasse zu spielen.

#### Tabellen
Es sind keine Tabellen über den Grunddurchgang im Herbst vorhanden. Die Meisterschaft endete mit folgendem Tabellenstand im Oberen Play-off und im Unteren Play-off:
Oberes Play-off (Abschlusstabelle)
Das Obere Play-off endete mit folgendem Ergebnis:
| Pl.                            | Verein                 | Sp. | S | U | N | Tore    | Diff. | Punkte | Bonus | Gesamt |
| ------------------------------ | ---------------------- | --- | - | - | - | ------- | ----- | ------ | ----- | ------ |
| 1.                             | SC Damen Dörfl         | 6   | 5 | 0 | 1 | 018:500 | +13   | 15     | 7     | 22     |
| 2.                             | USG Ardagger/Neustadtl | 6   | 5 | 0 | 1 | 021:110 | +10   | 15     | 5     | 20     |
| 3.                             | DFV Juwelen Janecka    | 6   | 2 | 0 | 4 | 006:170 | −11   | 06     | 0     | 6      |
| 4.                             | DFC Heidenreichstein   | 6   | 0 | 0 | 6 | 005:170 | −12   | 0      | 1     | 1      |
| Stand: Endstand. Quelle: NOeFV |                        |     |   |   |   |         |       |        |       |        |

Unteres Play-off (Abschlusstabelle)
Das Untere Play-off endete mit folgendem Ergebnis:
| Pl.                            | Verein                           | Sp. | S | U | N | Tore    | Diff. | Punkte | Bonus | Gesamt |
| ------------------------------ | -------------------------------- | --- | - | - | - | ------- | ----- | ------ | ----- | ------ |
| 1.                             | SV Horn                          | 4   | 3 | 0 | 1 | 014:400 | +10   | 09     | 5     | 14     |
| 2.                             | ASK Erlaa (N)                    | 4   | 2 | 0 | 2 | 005:700 | −2    | 06     | 1     | 7      |
| 3.                             | SG USC Rohrbach/SV Böheimkirchen | 4   | 1 | 0 | 3 | 003:110 | −8    | 03     | 3     | 6      |
| Stand: Endstand. Quelle: NOeFV |                                  |     |   |   |   |         |       |        |       |        |

| (N) | Neueinsteiger aus der Landesliga der Saison 1999/2000 |

Aufsteiger
- Burgenland: SC Pinkafeld
- Niederösterreich: SV Groß-Schweinbarth
- Wien: keiner

### Landesliga Steiermark
Meister und Aufsteiger in die Frauen-Bundesliga: LUV Graz. Leider liegen keine Informationen über den Tabellenendstand dieser Saison vor.

#### Modus
Die Landesliga Steiermark wurde mit 9 Vereinen gespielt.

#### Saisonverlauf
Meister der Landesliga Steiermark wurden die Damen von LUV Graz, die in der nächsten Saison in der höchsten Spielklasse spielten.

#### Abschlusstabelle
Die Meisterschaft endete mit folgendem Ergebnis:
| Pl.                           | Verein                   | Sp. | S  | U | N  | Tore    | Diff. | Punkte |
| ----------------------------- | ------------------------ | --- | -- | - | -- | ------- | ----- | ------ |
| 1.                            | LUV Graz                 | 16  | 14 | 2 | 0  | 132:700 | +125  | 44     |
| 2.                            | SC St. Ruprecht/Raab     | 16  | 14 | 1 | 1  | 103:500 | +98   | 43     |
| 3.                            | USV Eichberg             | 16  | 11 | 1 | 4  | 091:190 | +72   | 34     |
| 4.                            | USV Seckau LSt1          | 16  | 9  | 1 | 6  | 048:510 | −3    | 27     |
| 5.                            | FC Piberstein Lankowitz  | 16  | 4  | 3 | 9  | 016:810 | −65   | 15     |
| 6.                            | SC Unterpremstätten LSt2 | 16  | 4  | 2 | 10 | 020:740 | −54   | 14     |
| 7.                            | USC Schäffern LSt1       | 16  | 3  | 4 | 9  | 029:600 | −31   | 12     |
| 8.                            | SK Stojen LSt1           | 16  | 2  | 2 | 12 | 016:950 | −79   | 07     |
| 9.                            | FC Ligist LSt1           | 16  | 1  | 4 | 11 | 010:730 | −63   | 06     |
| Stand: Endstand. Quelle: StFV |                          |     |    |   |    |         |       |        |

Aufsteiger
- Kärnten: ASV St. Margarethen/Lavanttal
- Steiermark: keiner

### Regionalliga West

#### Modus
Die Liga bestand aus acht Vereinen, die einer Hin- und einer Rückrunden gegeneinander spielten. So wurden in 14 Runden der Meister der Regionalliga West ermittelt.

#### Saisonverlauf
Die Regionalliga West begann am 26. August 2000 und endete am 16. Juni 2001 mit der 14. Runde. Auftaktspiel war die Begegnung zwischen dem FC Egg und dem New Energy 95 Lustenau. Meister wurde der FC Lingenau, der jedoch nicht in die höchste Spielklasse aufsteigen wollte. FC Götzis wurde Letzter.

#### Abschlusstabelle
Die Meisterschaft endete mit folgendem Ergebnis:
| Pl.                          | Verein                 | Sp. | S  | U | N  | Tore    | Diff. | Punkte |
| ---------------------------- | ---------------------- | --- | -- | - | -- | ------- | ----- | ------ |
| 1.                           | FC Lingenau            | 14  | 14 | 0 | 0  | 145:300 | +142  | 42     |
| 2.                           | FC Alberschwende       | 14  | 11 | 1 | 2  | 084:220 | +62   | 34     |
| 3.                           | SK Zirl                | 14  | 10 | 1 | 3  | 063:300 | +33   | 31     |
| 4.                           | FC Egg                 | 14  | 7  | 1 | 6  | 037:270 | +10   | 22     |
| 5.                           | Innsbrucker AC II (N)  | 14  | 5  | 1 | 8  | 046:480 | −2    | 16     |
| 6.                           | FC Fussach             | 14  | 4  | 1 | 9  | 030:600 | −30   | 13     |
| 7.                           | New Energy 95 Lustenau | 14  | 1  | 1 | 12 | 012:145 | −133  | 04     |
| 8.                           | FC Götzis              | 14  | 1  | 0 | 13 | 004:860 | −82   | 03     |
| Stand: Endstand. Quelle: TFV |                        |     |    |   |    |         |       |        |

| (N) | Neueinsteiger aus der Landesliga der Saison 1999/2000 |

Aufsteiger
- Tirol: keiner
- Vorarlberg: FC Koblach, FC Mellau